# Epitausa atriplaga
Epitausa atriplaga är en fjärilsart som beskrevs av Walker 1858. Epitausa atriplaga ingår i släktet Epitausa och familjen nattflyn. Inga underarter finns listade i Catalogue of Life.